# (3954) Mendelssohn
(3954) Mendelssohn es un asteroide perteneciente al cinturón de asteroides, descubierto el 24 de abril de 1987 por Freimut Börngen desde el Observatorio Karl Schwarzschild, en Tautenburg, Alemania.

## Designación y nombre
Designado provisionalmente como 1987 HU. Fue nombrado Mendelssohn en honor al compositor, director de orquesta y pianista alemán Felix Mendelssohn.